# Projekt Iceworm

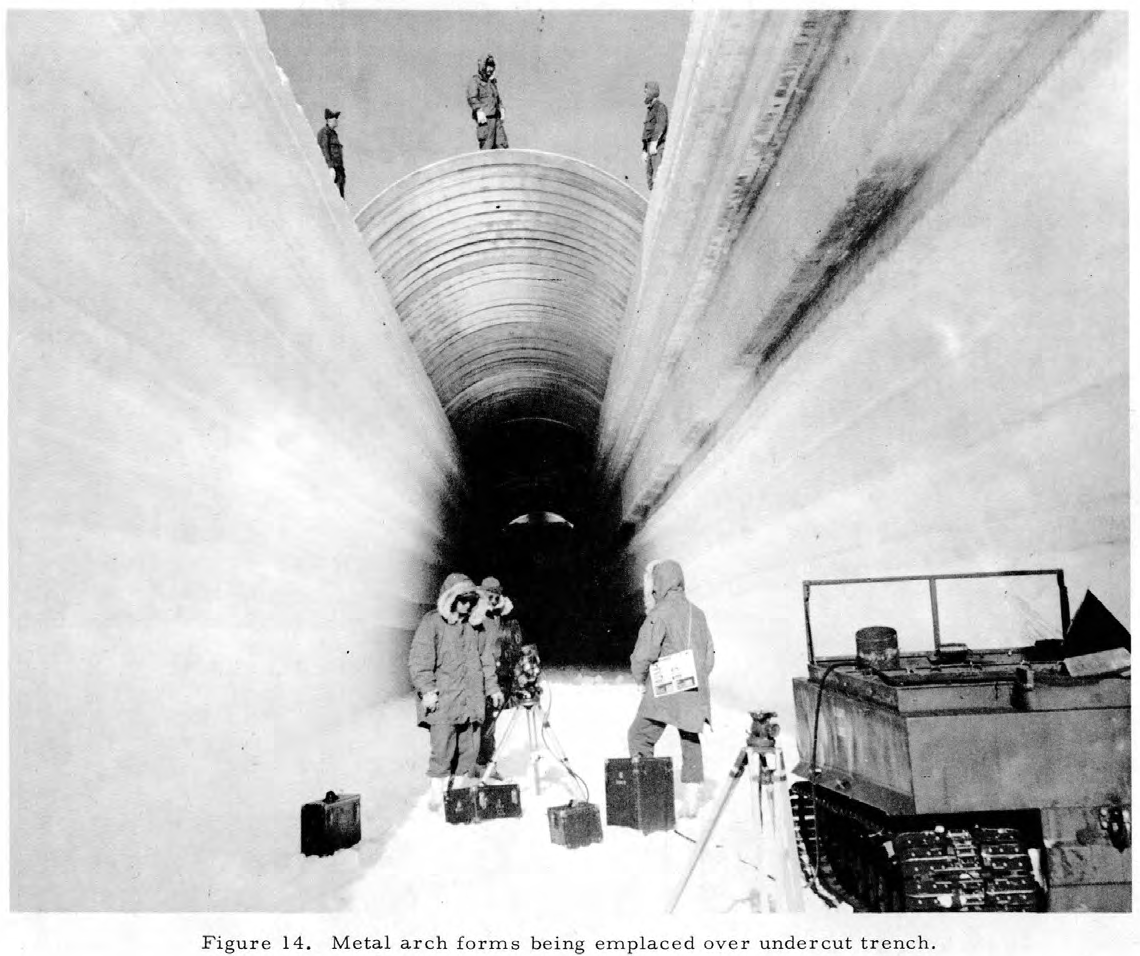
Camp Century w trakcie budowy

Projekt Iceworm – ściśle tajny program armii Stanów Zjednoczonych z czasów zimnej wojny, którego celem było zbudowanie sieci ukrytych pod pokrywą lodową Grenlandii mobilnych wyrzutni pocisków nuklearnych, które mogłyby przetrwać pierwsze uderzenie podczas wojny jądowej.
Aby zbadać wykonalność projektu, w 1959 roku rozpoczęto budowę pilotażowego kompleksu Camp Century, który oficjalnie miał pełnić funkcje naukowe.
Szczegóły projektu przez dziesięciolecia były utajnione, po raz pierwszy ujrzały światło dzienne w styczniu 1995 r. podczas dochodzenia prowadzonego przez Duński Instytut Polityki Zagranicznej (DUPI) w sprawie historii użycia i przechowywania broni jądrowej na Grenlandii.

## Opis
Aby przetestować wykonalność technik budowlanych, w 1959 r. wojsko amerykańskie rozpoczęło budowę Camp Century, położonego na wysokości 2000 m w północno-zachodniej Grenlandii, 240 km od amerykańskiej bazy lotniczej Thule. 
Oficjalnym celem Camp Century, przedstawionym duńskim urzędnikom przez Departament Obrony Stanów Zjednoczonych w 1960 r., było testowanie różnych technik budowlanych w warunkach arktycznych, badanie praktycznych problemów związanych z półmobilnym reaktorem jądrowym. Łącznie wydrążono 21 połączonych z sobą kanałów i przykryto je prefabrykowanymi dachami łukowym. W latach 1960–1963 zasilanie elektryczne zapewniał pierwszy na świecie przenośny reaktor jądrowy PM-2A, zaprojektowany przez firmę Alco. 
Mimo że pokrywa lodowa Grenlandii wydaje się na powierzchni twarda i nieruchoma, śnieg i lód są materiałami lepkosprężystymi, które z czasem powoli odkształcają się pod wpływem temperatury i gęstości. Pomimo pozornej stabilności, pokrywa lodowa znajduje się w ciągłym, powolnym ruchu, rozprzestrzeniając się od środka na zewnątrz. Ten ruch lodowca doprowadzał do stopniowego zniekształcania się tuneli. Obóz ostatecznie opuszczono w 1966 r.
Projekt dostarczył cennych informacji naukowych i dostarczył naukowcom pierwszych rdzeni lodowych, z których klimatolodzy korzystają do dziś.

## Wpływ na środowisko
Kiedy obóz zamknięto w 1966 r., jego resztkowa infrastruktura i odpady zostały porzucone, zakładając, że zostaną na zawsze pogrzebane pod ciężarem ciągłych opadów śniegu. Badanie z 2016 r. wykazało, że jeśli utrzyma się obecna tendencja klimatyczna, część pokrywy lodowej pokrywająca Camp Century zacznie topnieć do 2100 r. Kiedy lód stopnieje, infrastruktura obozu, a także pozostałe odpady biologiczne, chemiczne i radioaktywne, powrócą do środowiska i potencjalnie zakłócą funkcjonowanie pobliskich ekosystemów. Obejmuje to 200 000 litrów oleju napędowego, PCB i odpadów radioaktywnych. 